# Ordo Obsidium
Ordo Obsidium ist eine 2009 gegründete Black- und Funeral-Doom-Band.

## Geschichte
Die Band wurde 2009 in der Bay Area gegründet. Die beteiligten Musiker agieren in dem Projekt unter Pseudonymen, dennoch sind einige der Beteiligten aus anderen Projekten namentlich bekannt. Musiker behalten sich als Ordo Obsidium so weitestgehend Anonymität vor und geben kaum Informationen zu Inhalt, Konzept und Geschichte der Band bekannt. Der Wechsel des Schlagzeugers sowie die Existenz eines gänzlich unbenannten Bassisten ist ebenso bekannt.

## Werk und Wirkung
Ordo Obsidium veröffentlichte zwei Studioalben über Eisenwald. Zum Inhalt gab die Band keine Informationen preis, derweil viele Rezensenten sich mit einer möglichen Weltanschauung befassten und die Band in die ideologische Tradition des Black Metals stellten. Insbesondere das Debüt wurde weitreichend Rezensiert. 

### Stil
Die von Ordo Obsidium gespielte Musik wird als Crossover aus Black Metal und Funeral Doom kategorisiert. Hinzukommend werden Parallelen zum Depressive Black Metal attestiert. Zum Vergleich wird auf Gruppen wie Wolves in the Throne Room, Weakling, Kathaaria, „Emperor, frühe Katatonia und Mortifera“ verwiesen.

„Der Black Metal bestimmt eigentlich das Geschehen durch die Gitarrenwände und den klagenden, verzweifelten Gesang und auch die raue, räudige Produktion. Neben den schnellen, manchmal chaotisch anmutenden Parts dominiert aber der gepflegte Schleichschritt, der durch interessante Gitarrentoppings und rudimentäre Melodien vielleicht nicht beim ersten Hören, aber später, fesselt und seine volle Atmosphäre entfaltet.“

### Inhalt
Da es keine näheren Informationen zu den Inhalten der Band gibt greifen Rezensenten auf assoziative Zuordnungen, die sie aus identifizierbaren Wörtern des Gesangs, den genutzten Titeln, der emotional-atmosphärischen Wirkung der Musik und der Tonträger-Gestaltung generieren, zurück. So wird Ordo Obsidium von zeitnah populären Interpreten der US-amerikanischen Metal-Szene wie Wolves in the Throne Room, die sich stilistisch jedoch nicht ideologisch auf den Black Metal berufen, abgegrenzt. Titel und die Erkennbaren Begriffe „Cosmic“ und „Chaos“ würden hier verdeutlichen, dass „weltanschaulich nicht in die gleiche Kerbe gehaun wird“. Weitere Assoziationen schreiben der Band Attribute wie Okkult, Mysteriös, Höllisch Trostlos und Düster zu und negieren die positive „Spiritualität und Naturverbundenheit“ des amerikanischen Post-Black-Metals.

### Rezeption
Das Debüt Orbis Tertius wurde in den Louder Studios in Kalifornien eingespielt, erschien 2011 über das deutsche Metal-Label Eisenwald Tonschmiede und wurde international positiv aufgenommen. Webzine wie Metal.de, Terrorverlag, Stormbringer.at, Rocktimes.info und Musikreviews.de widmeten sich dem Album. Rezensionen zu Orbis Tertius urteilten meist verhalten positiv und betonten eine gespaltene Wahrnehmung des Albums, dass gute Ideen aufweise und hypnotisch wirke, aber auch anstrengend und unfertig erscheine. Michael Werneke schrieb so für Terrorverlag, dass die Musiker „auf ihrem Debüt schon einiges von ihrem Potenzial [zeigen]. Bekommen sie dieses noch besser kanalisiert, wird das bestimmt eine interessante Sache!“ Ähnlich wertete Patrick Olbrich für Metal.de, die Musik habe „durchaus ihre Längen und auch die beiden angesprochenen zentralen Schwarzheimer-Titel [Into the Gates of Madness und Emptiness Under the Moon] funktionieren nicht so richtig, dafür grenzen einige Ideen und Umsetzungen schon an Großartigkeit – darauf kann man aufbauen.“ Für Stormbringer.at nannte Christian Wiederwald die Musik „Nicht uncharmant, aber auch sehr, sehr anstrengend.“ Anders Andrea Groh für Rocktimes, die die Musik als atmosphärisch lobte und schrieb, dass die „Musik von Ordo Obsidium […] wirklich aus der Unterwelt zu kommen [scheine], vor allem wenn eine fies keifende Stimme sich durch die finstere Hintergrundmusik quält. Für Schöngeister und Frohnaturen ist ‘Orbis Tertius’ eher nicht geeignet, aber wer einen Soundtrack für eine Führung durch die Hölle und vergleichbare Reiche sucht, sollte mal reinhören.“ Ähnlich beschrieb auch Andreas Schulz für Musikreviews das Album und führte aus, Ordo Obsidium sei „ein vielversprechender Newcomer des amerikanischen Black Metals und mit ihrem herrlich trostlosen Sound ein guter Begleiter, um düstere Herbststunden zu genießen. Und mit vermeintlich intellektuellem Visions-Black-Metal haben die Herren auch nichts zu tun.“ Ebenso wird das Debüt für Heavyhardes als eine Überraschung eingeordnet. Es sei „ein überaus fesselndes, originelles Werk geworden, das der Band einen Traumstart beschert“. Fünf Jahre nach dem Debüt folgte das kaum beachtete A Crooked Path to Desolation. Dabei wurde das Album als sehr gute Veröffentlichung gelobt und empfohlen.